# How We Rock
How We Rock är ett samlingsalbum av blandade artister, utgivet på Burning Heart Records den 25 mars 2002. Albumet utgavs som dubbel-LP respektive dubbel-CD. Låtarna sammanställdes av Peter Ahlqvist.
Låten "Shake It Off" av Supersuckers var tidigare outgiven, medan övriga spår var det motsatta.

## Låtlista
1. Turbonegro – "The Age of Pamparius" - 5:58
2. Zeke – "Live Wire" - 1:41
3. The Hives – "Main Offender" - 2:34
4. New Bomb Turks – "Continental Cats" - 2:36
5. Dwarves – "How It's Done" - 1:19
6. The Peepshows – "Never Say No" - 3:54
7. The Donnas – "40 Boys in 40 Nights" - 2:31
8. The Hellacopters – "Truckloads of Nothin'" - 2:47
9. The (International) Noise Conspiracy – "Up for Sale" - 3:26
10. Puffball – "High Powered" - 1:53
11. Supersuckers – "Shake It Off" - 3:08
12. Electric Frankenstein – "NY Knights" - 3:01
13. Sahara Hotnights – "Alright Alright (Here's My Fist Where's the Fight)" - 2:06
14. Rocket from the Crypt – "Straight American Slave" - 1:55
15. Gluecifer – "I Got a War" - 3:27
16. Randy – "Cheater" - 2:10
17. Gotohells – "Piece of the Sun" - 3:16
18. Danko Jones – "Bounce" - 3:05

### Fotnoter
1. ↑  ”How We Rock”. Burning Heart Records. http://www.discogs.com/Various-How-We-Rock/release/1292346. Läst 17 april 2012.
2. ↑  ”How We Rock”. Burning Heart Records. http://www.burningheart.com/bands/index.php?id=171&bio=2. Läst 17 april 2012.